# Tată de familie

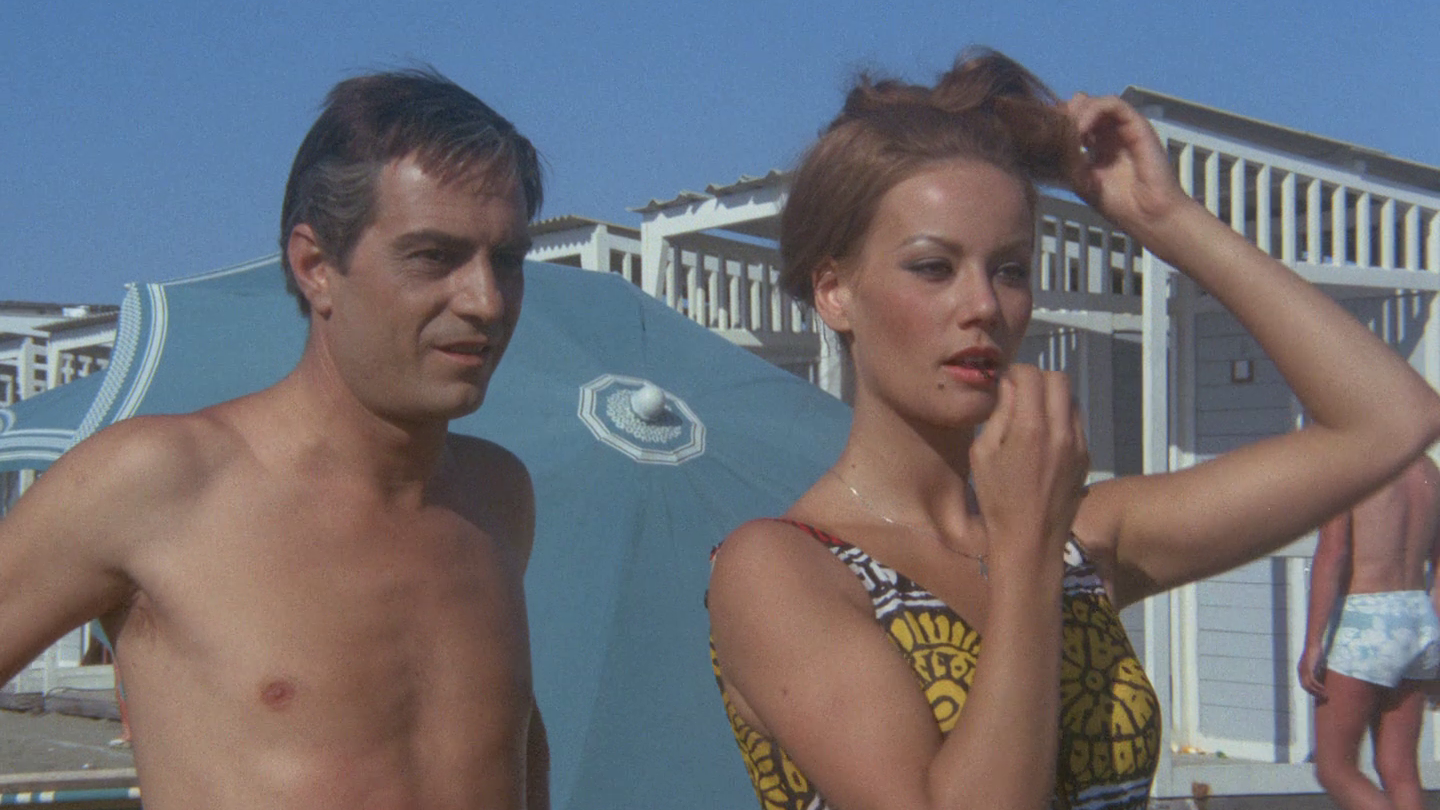
Nino Manfredi și Claudine Auger într-o scenă din film

Tată de familie (titlul original: în italiană Il padre di famiglia) este un film de comedie-dramatică, coproducție franco-italiană, realizat în 1967 de regizorul Nanni Loy, 
după o povestire de Giorgio Arlorio, protagoniști fiind actorii Nino Manfredi, Leslie Caron, Claudine Auger și Ugo Tognazzi.
Este ultimul film în care apare Toto.

## Rezumat
În Italia, după încheierea celui de-al Doilea Război Mondial, se întâlnesc doi studenți la arhitectură, Marco și Paola. Paola este atrasă de ideile progresiste ale lui Marco și aderă la ele. Se căsătoresc, dar nașterile succesive ale celor patru copii ai lor, o fac pe Paola să renunțe la slujbă pentru a-i crește.
Marco se simte neglijat, apoi trecerea timpului face să-i treacă treptat zelul social și începe o aventură cu colega lui de muncă, Adriana. După diverse dificultăți în creșterea copiilor cauzate de educarea copiilor după așa-numita metodă Montessori, determină internarea în spital a Paolei, pentru căderi nervoase. Marco realizează că încă își iubește soția și se întoarce la familia sa.

## Distribuție
- Nino Manfredi – Marco
- Leslie Caron – Paola
- Claudine Auger – Adriana, colega lui Marco
- Ugo Tognazzi – anarhistul Romeo
- Mario Carotenuto – tatăl lui Paola
- Rina Franchetti –
- Sergio Tofano – Amedeo, tatăl lui Marco
- Adriana Facchetti – amica mamei lui Paola
- Gino Pernice – colegul lui Marco
- Raoul Grassilli – neurologul
- Giampiero Albertini – zidarul Natalino
- Marcella Aleardi –
- Nietta Zocchi –
- Elsa Vazzoler – Carla mama lui Paola
- Antonella Della Porta – Bonaria
- Marisa Solinas – menajera Angela
- Paolo Bonacelli – topograful
- Luca Sportelli – colegul topograf al lui Marco
- Evi Maltagliati – Luisa, mama lui Marco
- Totò – un bărbat la funeralii (cameo)
- Valerio Degli Abbati –
- Giovanni Ivan Scratuglia –
- Antonella Aleardi –
- Aldo Fiorda –
- Fabio Fiorda –
- Gianfranco Tamborra –
- Marcello Tamborra –
- Roberta Wunderle –

## Premii și nominalizări
- 1967 Prezentat la al XXVIII-lea Festivalul de Film de la Veneția
  - Premiul TIMONA DE AUR
- Premiul David di Donatello 1968
  - Targa d'oro lui Nino Manfredi pentru interpretarea sa.
- Nastro d'argento 1968
  - Nominalizare pentru Ugo Tognazzi la premiul pentru cel mai bun actor într-un rol secundar de către Sindicatul Național al Jurnaliștilor de Film Italieni.